# Damião António de Lemos Faria e Castro

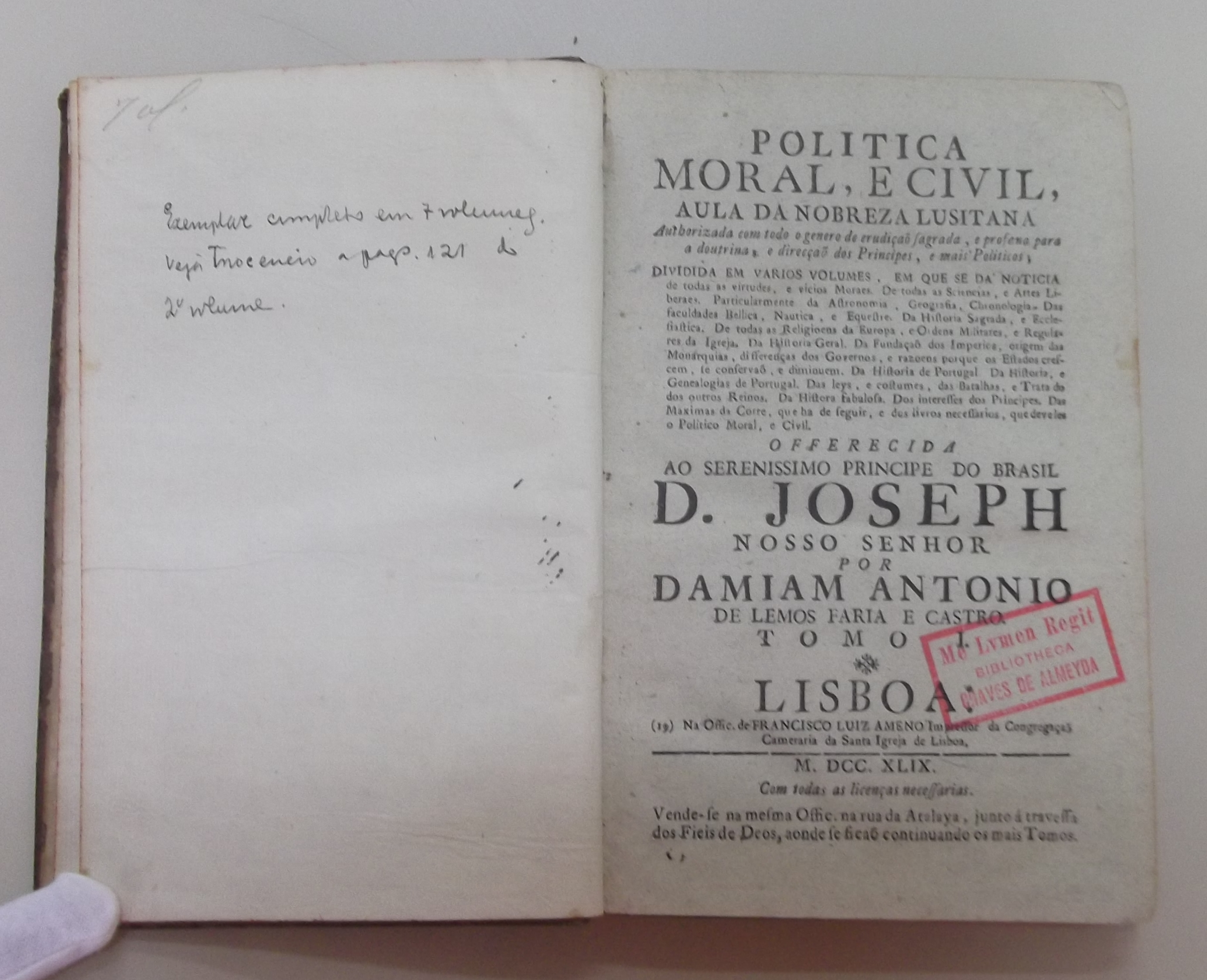
Castro, Damião Antônio de Lemos Faria e. Política Moral e Civil, 7 volumes, Imp. de Francisco Luiz Almeno, Lisboa, 1749-1761.

Damião António de Lemos Faria e Castro (Portimão, 1715 — Faro, 1789) foi um intelectual e historiador português, cultor da oratória, da poética, da genealogia e da história secular e eclesiástica, tendo publicado obras em português e espanhol.
Homem rico, depois de estudar num colégio da Companhia de Jesus, foi Cavaleiro Professo na Ordem de Cristo e familiar do Santo Ofício. Deixou manuscritos sobre variados temas, nomeadamente, sobre o Algarve e a sua história. 

## Obras publicadas
Entre as obras que publicou encontram-se: 
- Política Moral e Civil, 7 volumes, Imp. de Francisco Luiz Almeno, Lisboa, 1749-1761 [3]
- Historia geral de Portugal, e suas conquistas (20 volumes), Typografia Rollandiana, Lisboa, 1786-1804 [4]